# Графовское сельское поселение (Шебекинский район)
Графо́вское се́льское поселе́ние — упразднённое муниципальное образование в Шебекинском районе Белгородской области.
Административный центр — село Графовка.
19 апреля 2018 года упразднено при преобразовании Шебекинского района в Шебекинский городской округ.

## История
Графовское сельское поселение образовано 20 декабря 2004 года в соответствии с Законом Белгородской области № 159.

## Население
| 2010  | 2011  | 2012  | 2013  | 2014  | 2015  | 2016  |
| ----- | ----- | ----- | ----- | ----- | ----- | ----- |
| 2485  | ↗2486 | ↗2557 | ↗2565 | ↗2589 | ↗2597 | ↗2616 |
| 2017  | 2018  |       |       |       |       |       |
| ↘2612 | ↘2590 |       |       |       |       |       |

## Состав сельского поселения
| № | Населённый пункт | Тип населённого пункта       | Население |
| - | ---------------- | ---------------------------- | --------- |
| 1 | Безлюдовка       | село                         | ↘824      |
| 2 | Графовка         | село, административный центр | ↗1611     |
| 3 | Ивановка         | село                         | ↘28       |
| 4 | Пристень         | село                         | ↗22       |